# Charinus pakistanus
Charinus pakistanus är en spindeldjursart som beskrevs av Peter Weygoldt 2005. Charinus pakistanus ingår i släktet Charinus och familjen Charinidae. Inga underarter finns listade i Catalogue of Life.